# Léopold Sancke
Léopold Sancke, né le 3 juin 1815 à Bruxelles et mort le 23 octobre 1874 dans la même ville, est un avocat, juriste et professeur de droit à l'Université libre de Bruxelles.

## Origines familiales
Joseph Léopold Sancke appartient à une famille d'origine allemande et dont les ancêtres auraient été chambellans des princes-électeurs de Hanovre aux siècles précédents.[réf. nécessaire]
Il est le fils d'Antoine Sancke, maître tailleur, né le 25 octobre 1786 à Henglarn (Westphalie), baptisé à Atteln,  décédé à Passy (Paris) le 5 juin 1849, qui était le fils de Martin Sancke, mort avant 1812, et d'Anne Marie Oelrich, alors habitant à Wallenbrück. Antoine Sancke avait épousé à Bruxelles le 22 avril 1812 Marie Anne Maeck, née à Bruxelles le 14 février 1782 et décédée à Bruxelles le 28 mars 1843. Il s'est ensuite remarié à Paris le 30 décembre 1844 avec Jeanne de Waegh, née à Uccle le 8 mai 1815 et y décédée le 21 septembre 1885.
Il est aussi le frère de Jacques Édouard Sancke, négociant à Bruxelles, né le 7 juillet 1820 à Bruxelles et décédé le 2 février 1879 à Bruxelles, époux de Isabelle Joséphine Françoise Beaurain.
Il s'est marié le 23 septembre 1868, à Schaerbeek, avec Caroline Lantain, née le 21 janvier 1824 à Thollembeek.

## Carrière d'avocat et de professeur à l'université libre de Bruxelles
Il devint au sein de l'Alma Mater bruxelloise :
- professeur agrégé le 7 juillet 1841
- professeur extraordinaire, le 14 janvier 1850
- professeur[3]ordinaire le 21 décembre 1854.

Il enseigna la procédure civile en remplacement du professeur David Picard (père d'Edmond Picard).
Il fut Doyen de la Faculté de Droit de 1870 à 1871.
Parmi les causes célèbres où il fut appelé à plaider, il y eut le procès de Charles Louis Spilthoorn considéré comme un des principaux meneurs lors de la conspiration de « Risquons-Tout » et qui fut condamné à mort le 30 août 1848 (un arrêté royal, daté du 21 novembre 1848, commua cette peine de mort en réclusion de 30 ans).
Léopold Sancke appartenait à la Franc-maçonnerie.